# NGC 6200
NGC 6200 è un ammasso aperto visibile nella costellazione dell'Altare.

## Osservazione

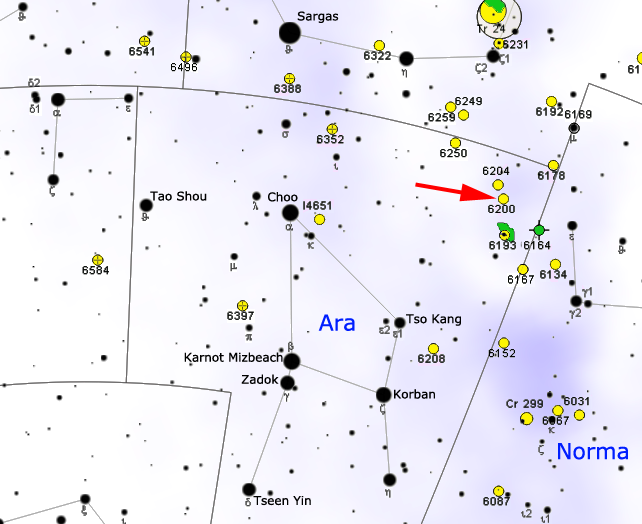
Mappa per individuare NGC 6200.

Si individua nella parte settentrionale della costellazione, a circa 1,4 gradi in direzione NNE rispetto al più appariscente ammasso NGC 6193; appare come un gruppo di stelle di scarsa concentrazione, alcune delle quali sono visibili anche con un binocolo, sebbene possano essere facilmente confuse con altre stelle di fondo. Una stella di magnitudine 7,1 situata a sudest e sovrapposta all'ammasso contribuisce a renderlo di forma triangolare. Con un telescopio da 120mm di apertura è pienamente risolvibile; con strumenti maggiori lo si può apprezzare solo a ingrandimenti molto bassi per via della sua bassa concentrazione.
A causa della sua declinazione fortemente meridionale, quest'ammasso può essere osservato soprattutto da osservatori situati nell'emisfero australe della Terra; la sua osservazione dall'emisfero nord è possibile solo in vicinanza delle latitudini subtropicali. Il periodo migliore per la sua osservazione nel cielo serale è quello compreso fra giugno e ottobre.

## Storia delle osservazioni
NGC 6200 è stato scoperto da John Herschel nel 1834 con un telescopio da 18,7 pollici; l'ammasso era infatti sfuggito a James Dunlop, che una decina di anni prima aveva osservato il vicino NGC 6204 e altri ammassi situati nei dintorni. John Herschel lo inserì nel suo catalogo col numero 3643.

## Caratteristiche
NGC 6200 è un ammasso poco concentrato ed esteso situato alla distanza di circa 2054 parsec (circa 6700 anni luce) dunque all'interno del Braccio del Sagittario; la sua distanza è superiore sia a quella della regione di Scorpius OB1 sia a quella dell'apparentemente vicino NGC 6193. La sua età è piuttosto giovane e si aggira sugli 8,5 milioni di anni, come è testimoniato dalla presenza di numerose stelle azzurre.
La sua grande estensione reale e gli effetti dell'oscuramento irregolare della sua luce ha fatto ritenere alcuni studiosi che si possa trattare più di un raggruppamento apparente di stelle di classe spettrale O e B piuttosto che un reale oggetto; gli stessi hanno ritenuto che se si tratta di un ammasso realmente esistente, la sua distanza dovrebbe essere simile a quella di NGC 6204, vale a dire attorno ai 1100 parsec. A questo si dovrebbe aggiungere l'assenza di idrogeno neutro alla distanza da essi riportata.